# Кинг (игра)
Кинг — карточная игра, популярная в России. Иногда её называют «дамским преферансом». Нечто схожее с кингом имеет зародившаяся во Франции карточная игра «Barbu» (в переводе с фр.  «Борода»). Кингом называют червового короля, имеющего особую роль в игре. Играют колодой в 32 листа. Старшинство карт − от 7 до туза. Количество играющих − 4 человека.
Есть вариант игры в кинг на 3 игроков — в этом случае дополнительно исключаются из игры две семёрки, как правило, чёрные, или же во время сдачи одна пара карт сбрасывается в прикуп. А также - вдвоём, в этом случае в колоде оставляются карты от валета до туза. 

## Правила игры
Игра проходит в 2 этапа. На первом этапе игроки получают только штрафные очки, на втором − отыгрываются. Каждый этап состоит из нескольких сдач. Каждый игрок получает по 8 карт. Заход происходит по очереди по кругу. Первый заходящий определяется жребием.

### 1 этап (Штрафной)
Козырей нет. Ходить обязательно в масть. При отсутствии масти сбрасывать можно любую карту за некоторыми исключениями.
1. Не брать взяток — за каждую взятку - по 2 штрафных очка. Итого: −16 очков.
2. Не брать червей — за каждую червовую карту - по 2 штрафных очка. С червей в этой партии при наличии других мастей ходить нельзя. Итого: −16  очков.
3. Не брать «мальчиков» (валетов) — за каждого «мальчика» во взятке - по 4 штрафных очка. Итого: −16 очков (либо: ни валетов, ни королей, но тогда за каждого - по 2 штрафных очка).
4. Не брать «девочек» (дам) — за каждую «девочку» во взятке - по 4 штрафных очка. Итого: −16 очков.
5. Не брать 2 последние взятки — за каждую взятку по 8 штрафных очка. Итого: −16 очков.
6. Не брать «кинга» (червового короля) — за взятого короля червей даётся 16 штрафных очков. С червей ходить нельзя. При наличии червового короля на руках и отсутствии масти, с которой был сделан ход, обязательно его сбрасывать, то есть «кинга» придерживать нельзя. Итого: −16 очков.
7. Не брать ничего («ералаш») — отрицательные очки начисляются как за все предыдущие партии (за взятки, за валетов, «кинга» и т. д.). С червей заходить нельзя. Итого: −96 очков. В варианте короткий «кинг» этот этап не играют.

При игре 3 игроков число разыгрываемых штрафных очков заменяется на 40. Соответственно в раздаче «не брать взяток» за каждую взятку начисляется 4 штрафных очка, в раздаче «не брать червей» за каждую червовую карту - по 5 штрафных очков, мальчика/девочку — по 10 очков, «2 последние» — по 20 очков и «кинг» — 40 очка. В «ералаше» разыгрывается 240 очков, либо в варианте короткий «кинг» его не играют.

### 2 этап (Отыгрыш или «хвалёнки»)
На этом этапе игроки стараются набирать положительные очки. За каждую взятку − 3 плюсовых очка. Всего за раздачу разыгрывается 24 положительных очков. Всего на этом этапе 8 сдач, то есть каждый имеет возможность «хвалиться» по 2 раза, если в первой части игры играется «ералаш», таким образом всего разыгрывается 192 положительных очка. В варианте короткий «кинг» (без «ералаша» в первой части игры) играют с 4 сдачами «хваленок», всего разыгрывается 96 положительных очков.
При игре 3 игроков цена каждой взятки 8 плюсовых очков. Всего в этом случае за раздачу разыгрывается 80 плюсовых очков. Всего на этом этапе 6 сдач, таким образом всего разыгрывается 480 положительных очка. В варианте короткий «кинг» играют 3 сдачи, всего разыгрывается 240 положительных очков.
Всем игрокам сдаётся по 3 карты. Сидящий слева от сдающего заказывает по этим картам козырь (либо «бескозырку»), либо может сказать: «по последней», то есть козырь будет определяться последней картой «хвалящегося», которая демонстрируется всем игрокам. Также можно заказать «мизер», где старшинство карт поменяется местами (7 становится самой старшей картой, туз − самой младшей). Остальные игроки могут перекупить игру за некоторое количество взяток, которое в конце сдачи они передадут тому, у кого купили. Кроме того, игрок может без игры расписать всем по 2 взятки.
Существует вариант, когда «хвалёнки» проходят в один круг (4 сдачи, 96 очков), а в пятой сдаче играется «обратный ералаш», когда за взятки, «девочек», «мальчиков», червей и т. д. начисляются очки, так же как и на первом этапе, но со знаком «+» (всего 96 очков).
Существует вариант, когда на втором этапе играются те же партии, что и на первом, только с положительными очками («брать червей», «брать 2 последние взятки» и т. д.).
При правильном подсчёте очков в итоге сумма очков всех игроков должна равняться нулю.